# 13년

## 연호
- 신(新) 시건국(始建國) 5년

## 기년
- 신(新) 왕망(王莽) 6년
- 신라(新羅) 남해 차차웅(南解次次雄) 10년
- 고구려(高句麗) 유리명왕(瑠璃明王) 32년
- 백제(百濟) 온조왕(溫祚王) 31년

## 사건
- 음력 1월 - 백제, 국내 민가를 남북의 2부로 나눔
- 음력 11월 - 부여, 고구려를 공격, 고구려 왕자 무휼(無恤), 학반령(鶴盤嶺)에서 부여를 격파